# Pentland Firth
Pour les articles homonymes, voir Pentland et Firth.
Le Pentland Firth, en gaélique écossais An Caol Arcach qui signifie en français « détroit des Orcades », est un détroit du Royaume-Uni situé en Écosse, entre l'île de Grande-Bretagne au sud et les Orcades au nord. Il relie la mer du Nord à l'est au reste de l'océan Atlantique à l'ouest. Il comporte de nombreuses îles comme Stroma, Swona ou encore les Pentland Skerries qui ont donné son nom au détroit.

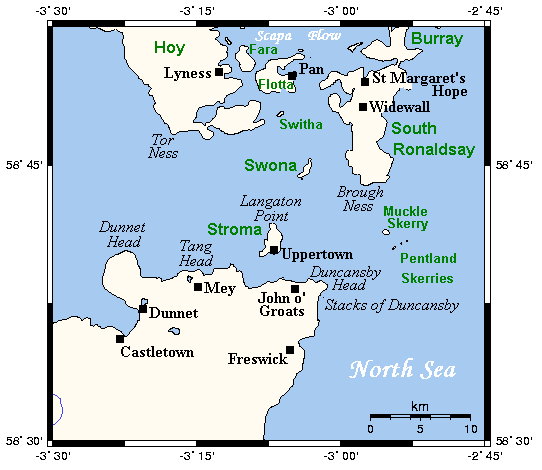